# There’s No Way out of Here
A There’s No Way out of Here egy kislemez David Gilmour David Gilmour című első szólóalbumáról, amit 1979-ben adtak ki. Két szám található a kislemezen, mégpedig a There’s No Way out of Here és a Deafinitely.

## Számok
1. There's No Way out of Here (Szerkesztett) – 3:32 (Gilmour/Baker)
2. Deafinitely – 4:27 (Gilmour)

## Külső hivatkozások
- Hivatalos oldal (angolul)